# Anantásana

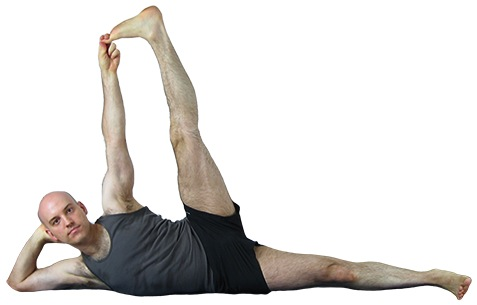
Anantásana

Anantásana je jedna z ásan.

## Etymologie
Anantā (अनन्त) v sanskrtu znamená nekonečný/bezkonečný nebo nekonečno a je odvozen od jména tisícihlavého hada Sěši, na kterém odpočívá Višnu v oceánu před stvořením světa a ásana (आसन) znamená pozice/posed. Paže držící nohu připomínají číslici 0, která je symbolem nekonečna.

## Popis
Do pozice se vchází z lehu na zádech. Zavřou se oči, zklidní dech, přesune se po výdechu na levý bok. Levá paže se natáhne a položí se na ni hlava. Nohy jsou natažené, jedna na druhé. Pro snazší variantu je lze pokrčit. Poloha nekonečna blahodárně[zdroj⁠?!] působí na oblast pánve a protahuje podkolenní svalstvo. Zmenšuje také bolesti v zádech a má preventivní účinek, co se tvoření kýly týče.